# اچ‌دی ۳۷۶۴۶
اچ‌دی ۳۷۶۴۶ یک ستاره است که در صورت فلکی ارابه‌ران قرار دارد.